# قبایل گوگوریو
قبایل گوگوریو (کره‌ای: 고구려 오부; هانجا: 高句麗 五部)؛ پنج قبیله اصلی امپراتوری گوگوریو را تشکیل می‌دادند و از میان قبایل متعددی که این دولت را تشکیل داده بودند. این قبایل شامل «قبیله یونو (연노부)»، «قبیله چولنو (절노부)»، «قبیله سونو (순노부)»، «قبیله گوانو (관노부)» و «قبیله گیرو (계루부)» بودند که در کتاب «وی، سه پادشاه دونگ‌یه» ذکر شده‌اند. بر اساس اسناد تاریخی، نام‌های این پنج قبیله تفاوت‌هایی داشته و از قرن سوم میلادی به بعد، این قبایل به بخشی از ساختار اشرافی گوگوریو تبدیل شدند و هر یک از نام‌هایشان به یک منطقه اداری تغییر یافت.
بر پایه «سامگوک ساگی»، قبایل یونو، چولنو، سونو و گوانو به ترتیب با نام‌های بیر‌یو‌نا، یونابونا و گوانا نیز شناخته می‌شدند. واژه‌های «نو (노)» یا «نا (나)» به یک واحد اجتماعی در سطح قبیله اشاره دارند. «نا (나)» با واژه‌های «چون (천)» و «یانگ (양)» هم‌معنی است که به سرزمین‌های واقع در امتداد رودخانه‌ها دلالت دارند و در زبان‌های جورچن، مانچو و نانای نیز به صورت «نا» به کار می‌رود. گمان می‌رود که گروه‌های «نا» در اوایل دوره گوگوریو از جوامع بومی ساکن در کناره‌ها و اطراف رودخانه‌ها شکل گرفته باشند.
امپراتور گوگوریو به عنوان رهبر اتحاد، فرمانده پنج لشکر اصلی شد. در آغاز، پادشاه از «قبیله یونو» برمی‌خاست، اما با گسترش تمرکزگرایی، خاندان سلطنتی به عنوان طایفه گو از «قبیله گیرو» تثبیت گردید. نخست‌وزیر، که به نام ته‌ده‌رو شناخته می‌شد، هر سه سال یک‌بار توسط پنج قوه حاکم انتخاب می‌گردید. این منصب به مرور زمان از طریق خاندان یون، یک خاندان اشرافی جدید که در قرن هفتم با کودتای یون گه‌سومون به قدرت رسید، به صورت موروثی درآمد. اما شوربختانه این ساختار چندان دوام نیاورد، زیرا گوگوریو خیلی زود نابود شد.

## سنوبو
قبیله سونوبو (順奴部) همچنین به صورت هوان‌نابو (桓那部) نگاشته شده است.
پس از آنکه امپراتور نهم، گوگوک‌چئون‌، پنج لشکر را به پنج بخش اداری (شرق، غرب، جنوب، شمال و مرکز) بازسازماندهی کرد، این بخش‌ها به نام‌های دونگبو (東部)، جوابو (左部) یا چئونگبو (靑部) شناخته شدند.

## سونوبو
الگو:글로벌세계대백과قبیله سونوبو (消奴部) همچنین به صورت یئون‌نوبو (涓奴部) و بیر‌یو‌نابو (沸流那部) ثبت شده است.
پس از آنکه امپراتور نهم، گوگوک‌چئون، پنج لشکر را به پنج بخش اداری (شرق، غرب، جنوب، شمال و مرکز) بازسازماندهی کرد، این بخش‌ها به نام‌های سئوبو (西部)، اوبو (右部) یا باکبو (白部) شناخته شدند.
بر اساس «سوابق سه پادشاهی» نوشته وی، پادشاهان گوگوریو از خاندان یئون‌نوبو برخاسته بودند و به همین دلیل، این خاندان معبدی جداگانه برای اجداد خود داشتند و در آنجا یئونگ سونگ ساجیک را تقدیس می‌کردند. ته‌گای، از خاندان یئون‌نوبو، با نام گوچوگا شناخته می‌شد. با این حال، در دوران سلطنت پادشاه دونگ‌میونگ‌سونگ، بنیان‌گذار گوگوریو، قبیله گیروبو ابتکار عمل را از او گرفت.
در سال ۱۹۷ میلادی، پس از درگذشت پادشاه گوگوک‌چئون، برادر کوچکترش، گو یئون-او، با عنوان پادشاه سانسانگ، دهمین پادشاه گوگوریو، به تخت نشست. اما برادر بزرگتر او، گو بال-گی، از پذیرش سلطنت وی سر باز زد و دست به شورش زد. قبیله یئون‌نوبو از گو بال-گی حمایت کرد، اما با شکست و کشته شدن او، حدود ۳۰,۰۰۰ نفر از اعضای قبیله یئون‌نوبو از گوگوریو جدا شدند و به سرعت به سوی گونگسون گانگ در لیائودونگ گریختند.

## گوان‌نوبو
الگو:고구려قبیله گوان‌نوبو (灌奴部) همچنین به صورت گوان‌نابو (貫那部) ثبت شده است.
پس از آنکه امپراتور نهم، گوگوک‌چئون، پنج لشکر را به پنج بخش اداری (شرق، غرب، جنوب، شمال و مرکز) بازسازماندهی کرد، این بخش‌ها به نام‌های نامبو (南部)، جئونبو (前部) یا جئوکبو (赤部) شناخته شدند.

## جئول‌نوبو
قبیله جئول‌نوبو (絶奴部) همچنین به صورت جنابو (提那部) و یئون‌نابو (椽那部) ثبت شده است.
پس از آنکه امپراتور نهم، گوگوک‌چئون، پنج لشکر را به پنج بخش اداری (شرق، غرب، جنوب، شمال و مرکز) بازسازماندهی کرد، این بخش‌ها به نام‌های بوکبو (北部)، هوبو (後部) یا هوکبو (黑部) شناخته شدند.
به عنوان عضوی از خاندان سلطنتی که نسل‌ها ملکه پرورش داده بود، با آن‌ها مانند اعضای خانواده سلطنتی رفتار می‌شد. از این رو، استاد بزرگ قبیله جئول‌نوبو به نام گوچوگا شناخته می‌شد.

## گیروبو
قبیله گیروبو (桂婁部) هسته مرکزی پنج بخش اداری گوگوریو را تشکیل می‌داد. در دوران سلطنت دونگ‌میونگ‌سونگ، بنیان‌گذار گوگوریو که با نام امپراتور جومونگ شناخته می‌شود، خاندان گو از قبیله گیروبو (高氏) به عنوان خانواده سلطنتی گوگوریو تثبیت شدند.
پس از آنکه امپراتور نهم، گوگوک‌چئون‌وانگ، پنج لشکر را به پنج بخش اداری (شرق، غرب، جنوب، شمال و مرکز) بازسازماندهی کرد، این بخش‌ها به نام‌های جونگبو (中部)، نائبو (內部) یا هوانگبو (黃部) شناخته شدند.
در میان خاندان‌های برجسته قبیله گیروبو، همه اعضای خانواده سلطنتی با نام گوچوگا شناخته می‌شدند.